# Jacalyn Duffin
Jacalyn M. Duffin (9 de juny de 1950) és una historiadora de la medecina i hematòloga canadenca. Va ocupar la Càtedra Hannah d'Història de la Medicina a la Queen's University des del 1988 fins al 2017. Abans, havia estat Presidenta de l'Associació Americana per a la Història de la Medicina i de la Societat Canadenca per a la Història de la Medicina. Entre els anys 1993 i 1995 va ser degana associada en Estudis i Educació a la Queen's University. És més coneguda pel seu testimoni que va conduir a la canonització de Marie-Marguerite d'Youville el 1990. A partir de 2010, ha publicat vuit llibres (com a autora i editora) sobre la història de la medicina i ha escrit nombrosos articles sobre diversos temes relacionats amb la història de la medicina, miracles i hematologia.

## Biografia

### Educació
Duffin es va graduar en medicina a la Universitat de Toronto. Poc després, es va traslladar a París, on va especialitzar-se en hematologia a la Sorbona i estudiar l'obra de René Laennec. Va completar el seu doctorat en història de la medicina el 1985, i després va tornar al Canadà.

### Testimoni vaticà
Duffin es va establir a Ottawa on va signar un contracte per a revisar un conjunt de diapositives, que va suposar que s'haurien de fer servir en un procés de mala praxi. No va rebre informació sobre el pacient, però va identificar que el jove patia leucèmia mieloide aguda, «la leucèmia més agressiva que es coneix». Com que les diapositives eren d'uns cinc anys abans, Duffin va suposar que el pacient estaria mort, ja que aquesta forma de leucèmia mata normalment als dos anys. En lloc d'això, va comprovar que, després d'una recaiguda, la malaltia havia remés i el pacient es trobava sa cinc anys després. El testimoni de Duffin va de ser utilitzat pel Vaticà per determinar si la monja Marie-Marguerite d'Youville (1701-1771) havia realitzat un miracle i era digne de canonització. Segons Duffin, «Mai no em van demanar que digués que allò era un miracle. Volien saber si tenia una explicació científica de perquè aquest pacient encara era viu. Em vaig adonar que no em demanaven que avalés les seves creences. No els importava si jo era creient o no, els importava la ciència».

## Obra publicada
- Langstaff: A Nineteenth-Century Medical Life, University of Toronto Press, 1993.
- To See with a Better Eye: A Life of R.T.H. Laennec, Princeton University Press, 1998.
- History of Medicine: A Scandalously Short Introduction, University of Toronto Press, 1999.[3]
- Lovers and Livers: Disease Concepts in History. The Joanne Goodman Lectures, 2002.
- Medical Miracles: Doctors, Saints and Healing in the Modern World, Oxford University Press, 2009.
- Medical Saints: Cosmas and Damian in a Postmodern World, Oxford University Press, 2013.

### Editora
- Clio in the Clinic: History in Medical Practice, Oxford University Press, 2005.
- SARS in Context: Memory, History, and Policy, with Arthur Sweetman, 2006.